# Luigi Spreafico
Luigi Spreafico (Galbiate, 1853 – Como, 1923) è stato un pittore, decoratore e restauratore italiano.

## Biografia

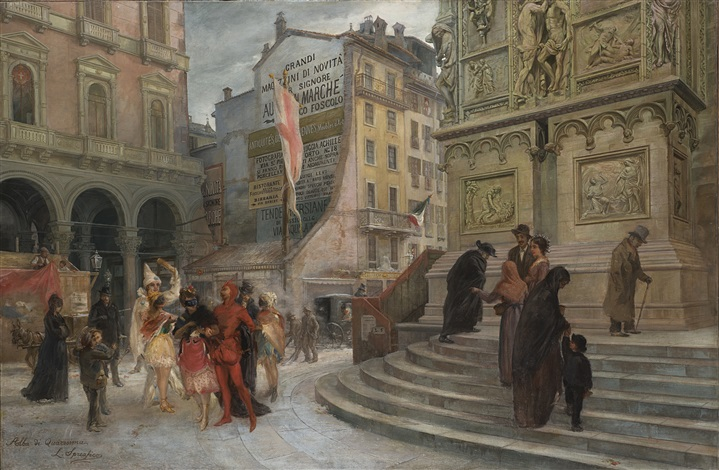
Alba di Quaresima

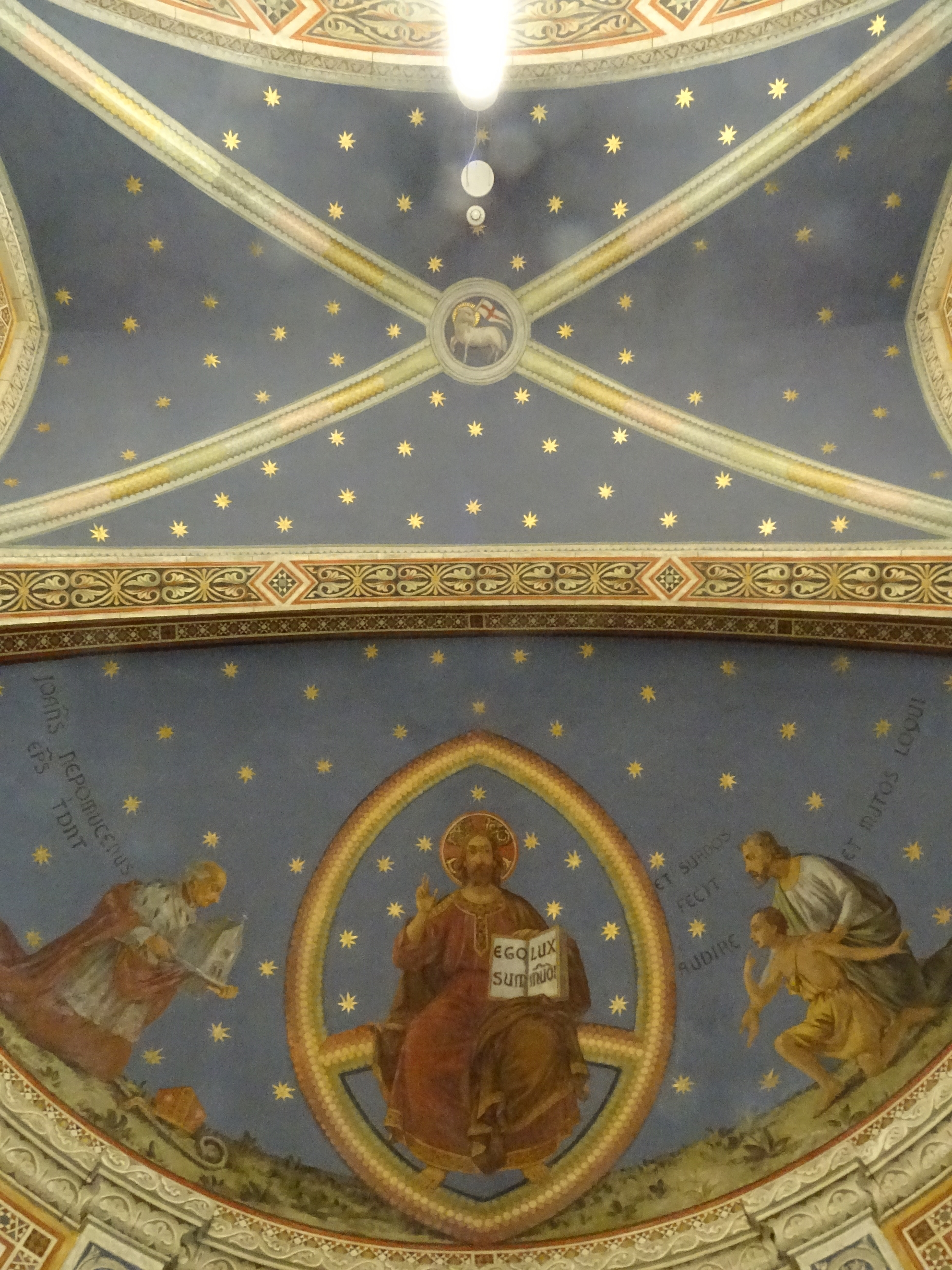
Affreschi della chiesa del Redentore di Trento

Studente all'accademia di Brera, ha partecipato alle esposizioni del 1872 e del 1874.
In Lombardia, nel 1874 ridipinse gli affreschi della chiesa di San Cassiano di Macherio; nel 1882 dipinse le stazioni della via Crucis e alcuni ovali affrescati nella chiesa di San Bartolomeo di Cassolnovo; negli anni 1890 affrescò gli ambienti interni e il portico di Villa Baumann a Gavirate.
Fu attivo per molto tempo anche in Trentino; affrescò la parrocchiale di Santo Stefano di Bezzecca (1891-92), il duomo di Trento (catino absidale e volte di coro, crociere e cupola, 1889, affreschi poi scialbati) e la chiesa del Redentore (sia interno, sia esterno, sempre 1889); restaurò le pitture murali del teatro sociale di Trento e quelle della cappella di San Ruperto nella parrocchiale di Santa Maria Assunta di Villa Lagarina. Si occupò anche della decorazione del palazzo delle poste di Innsbruck.